# Xã Elk Horn, Quận McDonald, Missouri
Xã Elk Horn (tiếng Anh: Elk Horn Township) là một xã thuộc quận McDonald, tiểu bang Missouri, Hoa Kỳ. Năm 2010, dân số của xã này là 1.390 người.